# 佐洛特尼基
49°17′18″N 25°23′1″E / 49.28833°N 25.38361°E
佐洛特尼基（烏克蘭語：Золотники）是位於烏克蘭西部特諾皮爾州裏特諾皮爾區的村莊，始建於1485年，面積5.7平方公里，2001年人口1,789，人口密度每平方公里311.5人。